# 臺灣拓殖
臺灣拓殖株式會社（日语：台湾拓殖株式会社，舊字體：　英語：THE TAIWAN DEVELOPMENT CO., LTD.），簡稱臺拓，是大日本帝國時代以推進台灣工業化和開發華南、南洋為目的而設立的半官半民之国策会社（特種公司），與株式會社臺灣銀行、臺灣電力株式會社並列日治時期臺灣的三大國策會社。

## 概要

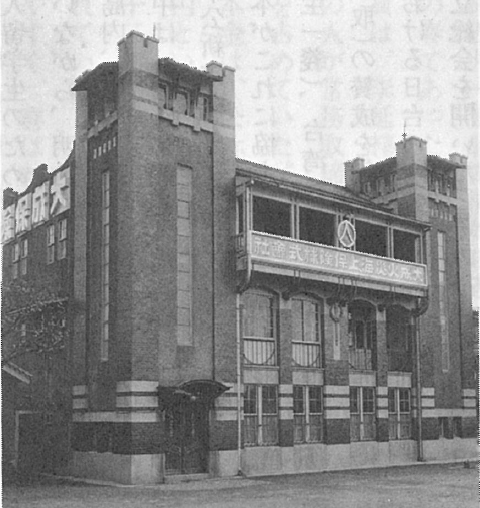
臺灣拓殖最初社址

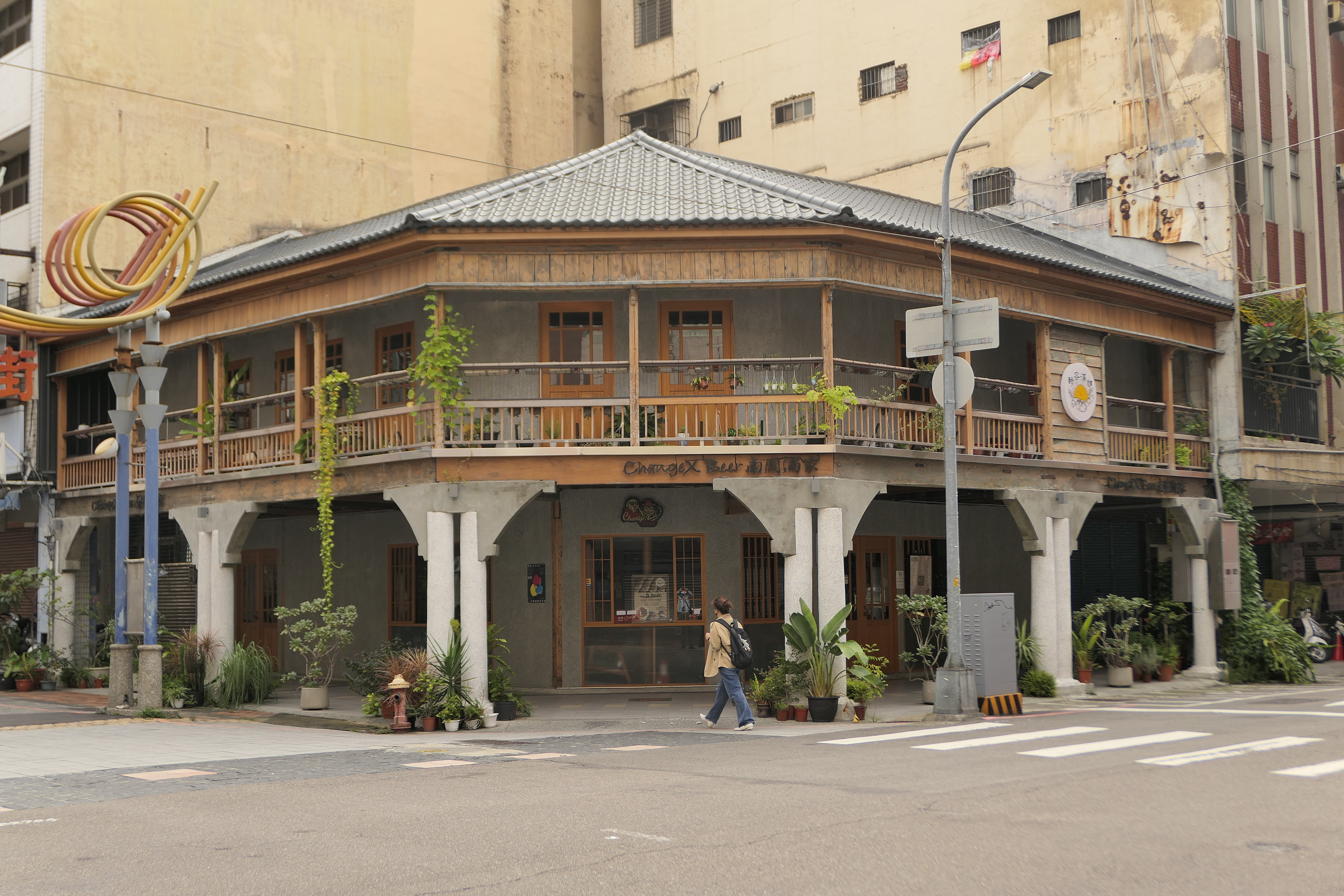
臺灣拓殖臺中出張所，該建物現為ChangeX Beer 南園酒家

昭和11年（1936年）11月25日，根據《臺灣拓殖株式會社法》（昭和11年法律第43號），由台灣總督府與日本民間、臺灣官方資本共同出資設立臺拓，最初社址位於臺北車站前的北門町8番地，並在12月5日開始營運；1937年8月，臺灣拓殖遷至帝國生命會社台北支店的同棟建築內。臺拓設立目標將台灣建設為日本南進政策的據點，並在臺灣島內外展開各種不同的事業，在第二次世界大戰時也支援軍需工業。
臺拓的產業遍及台灣以及東南亞，初期以围垦、開墾等農林事業為主，在第二次世界大戰時的核心業務為生產戰爭相關物資（棉花、奎寧、橡膠、稀土礦產等）提供日本使用，在臺灣的開發業務著重於東部開拓，其投資規模為日治時期臺灣東部地區開發的重要推手。
臺拓總社設在台北市榮町，設立初期資本額為3千萬日圓，之後逐步增資多角化經營並成為擁有眾多子公司的大企業。臺拓總社內部設有各業務部門等，並在各地設有多處支店、出張所和事務所，如下所列：
- 總社：社長室、土地部、林業部、總務部、南方事業整理部、拓務部。
  - 支店：東京、台中、台南、高雄、廣東、海口、榆林
  - 出張所：新竹、花蓮港、台東、嘉義、羅東、豐原、竹東
  - 事務所：汕頭、曼谷、河內、香港、馬尼拉、望加錫、台南州新港干拓事業地（口湖庄新港）

1945年日本投降後，臺拓被盟軍駐日總司令部（GHQ）指定為第20家閉鎖機關後第一梯次被關閉解散。臺拓在臺灣的全部資產被中華民國政府接收，1945年由臺灣省行政長官公署成立「臺灣省行政長官公署工礦處農林處監理臺灣拓殖株式會社委員會」辦理接收相關事宜，1946年3月改組為「臺灣省拓殖株式會社接收委員會」
，除主任委員及委員外，該委員會職員主要為臺拓會社留臺之日籍職員、臺籍職員及長官公署各相關業務局處人員調用。1946年7月接收委員會結束後，土地事業歸省地政局接管，社有地配合公地放領由佃農繼承，事業地於1947年2月1日由臺灣土地銀行代管；山林事業歸省林務局接管，並成立林產管理委員會，由該會第一組承接；礦業事業歸省工礦處接管，南方事業依業務由省工礦處及省財政處接管；並另設「臺灣省拓殖株式會社接收委員會清理處」於1946年7月10成立，辦理原接收委員會未了事宜，置主任1名為首長，下設秘書組、總務組、審查組及清理組，並於陸續將臺拓各項財產及人員移交相關單位後，於1947年裁撤。

## 台拓出資產業一覽
昭和19年（1944年）12月當時狀態，排列依設立時間順序，( )內是總公司所在地。

### 拓殖事業
- 台東興產（台東）
- 台灣棉花（台北）
- 福大公司[12]（台北）
- 台灣野蠶（台北）
- 印度支那產業（河內）
- 台灣畜產興業（台北）
- 星規那產業（台北）
- 中支那振興（上海）
- 拓洋水產（高雄）
- 新竹林產興業（新竹）
- 比律賓產業（馬尼拉）
- 新高都市開發（台中）
- 海南畜產（海口）
- 印度支那農林（河內，預定設立）

### 商業
- 南興公司（台北）
- 台灣金屬統制（台北）

### 工業
- Izuna土地建物（爪哇）
- 台灣國產自動車（台北）
- 台灣紙漿工業（台中）
- 南日本鹽業（台南）
- 東邦金屬製鐵（花蓮港）
- 台灣化成工業（台北）
- 南日本化學（高雄）
- 台灣單寧興業（新竹）
- 台灣通信興業（台北）
- 台拓化學工業（嘉義）
- 報國造船（基隆）
- 高雄造船（高雄）

### 鑛業
- 開洋燐鑛（台北）
- 飯塚工業（東京）
- 印度支那鑛業（河內）
- 台灣產金（台北）
- 台灣石炭（台北）
- 帝國石油（東京）
- 台灣石綿（台北）
- 鉻工業（台北）
- 稀元素工業（台北）

### 運輸交通業
- 台灣海運（高雄）
- 南日本汽船（台北）
- 開南航運（台北）
- 航空旅館（台北）

### 金融
- 戰時金融公庫（東京）

## 機關首長

### 社長
| 任次 | 肖像 | 姓名 (生–卒)         | 在任時間       | 在任時間      | 備註 |
| ---- | ---- | -------------------- | -------------- | ------------- | ---- |
| 1    |      | 加藤恭平 (1884–1962) | 1936年11月25日 | 1944年9月20日 |      |
| 2    |      | 河田烈 (1883–1963)   | 1944年9月20日  | 1947年3月10日 |      |

#### 附註
1. ↑  原三菱合資會社理事。

### 副社長
| 1                                     |  | 久宗薰 (1879–？)   | 1936年11月25日 | 1943年12月23日 |  |
| 空缺（1943年12月23日－1944年9月20日） |  |                    |                |                |  |
| 2                                     |  | 大西一三 (1890–？) | 1944年9月20日  | 1947年3月10日  |  |

#### 附註
1. ↑  原株式會社臺灣銀行首席理事。
2. ↑  原臺灣拓殖株式會社會計理事。

## 外部連結
- 日中戦争期における台湾拓殖会社の金融構造 （页面存档备份，存于）
- 国策会社における「国策性」と「営利性」
- 臺拓檔案 （页面存档备份，存于）